# Gazzuolo
Gazzuolo (lombardul: Gasöl) település Olaszországban, Lombardia régióban, Mantova megyében. Lakosainak száma 2072 fő (2023. január 1.). Gazzuolo Marcaria, San Martino dall’Argine, Spineda, Commessaggio és Viadana községekkel határos.

## Népesség
A település lakossága az elmúlt években az alábbi módon változott:
| Lakosok száma | 2259 | 2214 | 2072 |
|               | 2017 | 2018 | 2023 |